# ONE National Gay & Lesbian Archives
ONE National Gay and Lesbian Archives at the University of Southern California Libraries é a mais antiga organização lésbica, gay, bissexual e transgênero (LGBT) existente nos Estados Unidos e um dos maiores repositórios de materiais LGBT no mundo. Localizado em Los Angeles, Califórnia, o ONE Archives faz parte das Bibliotecas da University of Southern California desde 2010. As coleções do ONE Archives contêm mais de dois milhões de itens, incluindo periódicos; livros; gravações de filmes, vídeos e áudio; fotografias; obras de arte; coisas efêmeras, como roupas, fantasias e botões; registros organizacionais; e documentos pessoais. A ONE Archives também opera uma pequena galeria e espaço de museu dedicado à arte e história LGBT em West Hollywood, Califórnia. A utilização das coleções é gratuita durante o horário comercial normal.
ONE Archives originou-se da ONE, Inc., que começou a publicar a primeira publicação homossexual nacional em 1952. Em 1956, a ONE Inc. criou o ONE Institute, um instituto acadêmico para o estudo da homossexualidade, utilizando o termo " Estudos Homófilos". Em 1994, a ONE, Inc. e os Arquivos Internacionais de Gays e Lésbicas administrados por Jim Kepner se fundiram. Desde 1994, a organização funciona exclusivamente como um arquivo LGBT.

## Missão
A declaração de missão do ONE Archives diz o seguinte: "É a missão do ONE National Gay & Lesbian Archives nas Bibliotecas da USC coletar, preservar e tornar acessíveis materiais históricos LGBTQ, ao mesmo tempo que promove novos estudos e conscientização pública sobre histórias queer."

## Histórico
ONE, Inc. foi fundada em 1952 para publicar o primeiro periódico homossexual nacional de grande circulação do país, a ONE Magazine. Em 1953, a ONE Inc. se tornou a primeira organização gay a abrir um escritório público no centro de Los Angeles. Os fundadores originais incluem Martin Block, Tony Sanchez (também conhecido como Tony Reyes) e Dale Jennings. Os membros principais originais da corporação incluíam Martin Block, Tony Reyes, Dale Jennings, Guy Rousseau, Merton Bird, Don Slater, William Lambert (também conhecido como W. Dorr Legg), Eve Elloree (também conhecida como Joan Corbin) e Ann Carll Reid (também conhecida como Irma "Corky" Wolf).
Em 1955, a ONE Inc. realizou o ONE Midwinter Institute, a primeira de uma série de conferências para reunir especialistas e membros da comunidade para falar sobre temas gays e lésbicos.
Em 1956, a ONE Inc. criou o ONE Institute, um instituto acadêmico para o estudo da homossexualidade sob o nome de "Homophile Studies".
Em 1957, marcando a primeira vez que a Suprema Corte dos Estados Unidos decidiu explicitamente sobre a homossexualidade, a ONE Inc. lutou para distribuir sua revista pelo correio e prevaleceu. A decisão no caso One, Inc. Olesen, não apenas permitiu que a ONE distribuísse sua revista, mas também abriu caminho para que outras publicações controversas fossem enviadas pelo correio dos EUA.
Também durante a década de 1950, a ONE Inc. tornou-se um centro comunitário ad hoc e iniciou uma biblioteca. Jim Kepner esteve envolvido na adição de material a esta biblioteca.
À medida que o crescente movimento de libertação gay decolou e se tornou mais estreitamente interligado com os movimentos pelos direitos civis das décadas de 1960 e 1970, a ONE Inc., Jim Kepner e um grupo crescente de activistas estavam preparados para recolher materiais originais desse período crítico. No final da década de 1970 e início da década de 1980, a ONE obteve documentos cruciais que narram o estabelecimento da "comunidade gay" e seus grupos e organizações estabelecidos e cada vez mais diversos.
Desde a década de 1980, as coleções de arquivos cresceram substancialmente à medida que as questões gays e a cultura gay se tornaram mais integradas à cultura dominante dos Estados Unidos.
Em outubro de 2012, o ONE National Gay & Lesbian Archives celebrou o 60º aniversário de sua fundação e da impressão da ONE Magazine.

## Cronograma organizacional
A história institucional da ONE revela um conjunto de atividades complexas, sobrepostas e inovadoras que forneceram uma ampla variedade de serviços pioneiros aos LGBT americanos:
- Outubro de 1952: A ideia de uma revista para homossexuais é discutida pela primeira vez em uma reunião da Sociedade Mattachine.
- Novembro de 1952: ONE, Inc. é fundada.
- Janeiro de 1953: É publicada a primeira edição da ONE Magazine.
- Agosto/Setembro de 1953: As autoridades postais de Los Angeles apreendem a edição de agosto da ONE Magazine. A edição, que levava o título “Homosexual Marriage?” na capa, é lançado três semanas depois sem explicação.
- Novembro de 1953: ONE Inc. abre um escritório no centro de Los Angeles em 232 South Hill Street.
- Outubro de 1954: As autoridades postais de Los Angeles apreendem as edições de outubro da ONE Magazine sob a acusação de obscenidade.
- 1956: É inaugurado o Instituto ONE para Estudos Homófilos.
- Janeiro de 13, 1958: Após quatro anos de litígio, a Suprema Corte declara que a ONE Magazine não viola as leis contra obscenidade.
- 1962: ONE Inc. muda-se para 2256 Venice Boulevard.
- 1967: A ONE Magazine deixa de ser publicada.
- 1975: Jim Kepner é denominado Western Gay Archives.
- 1979: O Western Gay Archives é renomeado como National Gay Archives: Natalie Barney/Edward Carpenter Library e muda-se para 1654 North Hudson Avenue em Hollywood.
- Agosto de 1981: O ONE Institute se torna a primeira instituição de ensino superior nos Estados Unidos a oferecer mestrado e doutorado em Estudos Homófilos.
- 1983: ONE Inc. muda-se para Milbank Estate em 3340 Country Club Drive, adquirido pelo filantropo Reed Erickson. Logo depois, por motivos incertos, Erickson busca a remoção de UM do espólio.
- 1984: Os Arquivos Nacionais de Gays são renomeados como International Gay & Lesbian Archives (IGLA).
- 1988:  IGLA muda-se para um espaço de propriedade da cidade de West Hollywood em 626 North Robertson Boulevard (a localização atual do ONE Archives Gallery & Museum).
- 1994: W. Dorr Legg morre. ONE Inc. se funde com a IGLA e se torna principalmente um arquivo LGBTQ; a organização refere-se a si mesma como ONE Institute e ONE Institute/IGLA.
- 1997: Jim Kepner morre.
- 2000: ONE Institute/IGLA muda-se para sua localização atual em 909 West Adams Boulevard, fornecida pela University of Southern California.
- 2004: A organização é renomeada como ONE National Gay & Lesbian Archives.
- Outubro de 2010: As coleções do ONE Archives passam a fazer parte das Bibliotecas da USC.

## Coleções
As coleções do ONE Archives são principalmente de escopo nacional, com foco especial nas histórias LGBT na região de Los Angeles. Os arquivos também incluem uma série de materiais internacionais, como registros de arquivo e publicações raras.

### Coleções de arquivo
ONE abriga mais de 600 coleções de arquivos de documentos pessoais de ativistas, artistas e cidadãos comuns, bem como registros de organizações políticas, sociais, educacionais e culturais LGBTQ. As coleções incluem uma ampla variedade de materiais, como manuscritos, fotografias, cartas, gráficos e outros materiais historicamente significativos.
Coleções de arquivos importantes dignas de nota incluem:
- ACT UP/Los Angeles Records[64]
- The Advocate Records[65]
- Ivy Bottini Papers[66]
- Hal Call Papers[67]
- Christopher Street Liberation Day Committee (New York, N.Y.) Collection[68]
- Jeanne Córdova Papers and Photographs[69]
- DignityUSA Records[70]
- Reed Erickson Papers[71]
- Bob Flanagan e Sheree Rose Papers[72]
- Gay Sunshine Records[73]
- Henry Gerber Collection[74]
- Harry Hay Papers[75]
- Homophile Effort for Legal Protection, Incorporated (HELP, Inc.) Records[76]
- Laud Humphreys Papers[77]
- Janus Society Records[78]
- Michael Kearns Papers[79]
- Jim Kepner Papers[80]
- Morris Kight Papers and Photograph[81]
- Los Angeles Gay and Lesbian Center Records[82]
- Lambda Literary Foundation Records[83]
- W. Dorr Legg Personal Papers[84]
- Mattachine Society Project Collection[85]
- National March on Washington for Lesbian and Gay Rights Records[86]
- ONE, Inc. Records[4]
- Outfest Records[87]
- Personal Rights in Defense and Education (PRIDE) Records[88]
- Pat Rocco Papers[89]
- Coleção Twice Blessed, por volta de 1966-2000 - "consiste em materiais que documentam a experiência judaica de lésbicas, gays, bissexuais e transgêneros, por volta de 1966-2000, coletados pelos Arquivos Judaicos de Gays, Lésbicas, Bissexuais e Transgêneros, fundados e operados por Johnny Abush."[90]

### Livros e periódicos
A coleção principal da biblioteca da ONE compreende mais de 33.000 volumes de livros e monografias; bem como mais de 13 mil títulos de periódicos, como revistas, jornais e boletins informativos. Desde edições das primeiras publicações LGBT americanas até os títulos LGBT mais recentes, a coleção inclui muitos títulos raros e incomuns, alguns dos quais podem ser as únicas cópias existentes. A biblioteca também inclui publicações estrangeiras em mais de 40 idiomas diferentes.

### Audiovisual
A coleção de materiais audiovisuais da ONE inclui mais de 4.000 filmes, 21.000 vídeos (incluindo 10 anos de palestras gravadas da ONE, Inc.) e 3.000 gravações de áudio. Muitos dos filmes e vídeos de ONE são armazenados e preservados em conjunto com o Outfest Legacy Project no UCLA Film and Television Archive.

### Arte e fotografia
A coleção de arte do ONE Archives inclui mais de 4.000 pinturas, desenhos, obras em papel, fotografias e objetos escultóricos, a maioria dos quais datam da década de 1940 até o presente.

### Catazes, têxteis e objetos
O ONE Archives também coleta e abriga mais de 3.500 pôsteres; têxteis, como camisetas, banners e bandeiras; e recordações como botões, caixas de fósforos, bonecos e outros objetos tridimensionais.

## ONE Archives Gallery & Museum, West Hollywood
Desde 2008, a ONE Archives opera um espaço de exposição em West Hollywood, Califórnia, dedicado à apresentação de exposições temporárias sobre arte e história LGBT. A galeria está localizada em um prédio de propriedade da cidade que também abriga os June L. Mazer Lesbian Archives.
Em 2011, a ONE Archives participou da iniciativa regional Pacific Standard Time: Art in LA, 1945-1980 com a exposição Cruising the Archive: Queer Art & Culture in Los Angeles, 1945-1980 que foi apresentada na ONE Gallery em West Hollywood, bem como na localização principal do ONE Archives em West Adams Boulevard e na Sala do Tesouro da Biblioteca Doheny nas Bibliotecas da Universidade do Sul da Califórnia. A exposição incluiu obras de Steven F. Arnold, Don Bachardy, Claire Falkenstein, Anthony Friedkin, Rudi Gernreich, Sister Corita Kent e Kate Millett, entre muitos outros artistas menos conhecidos ou anônimos. A única exposição dedicada ao conteúdo queer dentro da iniciativa PST, esta exposição marcou a exposição mais abrangente de materiais das coleções do ONE Archives até o momento e foi acompanhada por um catálogo acadêmico. A publicação incluiu contribuições de Ann Cvetkovich, Vaginal Davis, Jennifer Doyle, Jack Halberstam, Catherine Lord, Richard Meyer, Ulrike Müller e Dean Spade.
A ONE Gallery apresentou exposições individuais de obras de arte de Steven F. Arnold e Joey Terrill, exposições de materiais históricos das coleções da ONE e destaques das coleções da Fundação Tom of Finland e do Centro para o Estudo de Gráficos Políticos.